# Петрожицкая, Наталья Алексеевна
Наталья Алексеевна Петрожицкая (род. 2 июля 1981, Москва) ― российская оперная певица (сопрано). Солистка Московского академического музыкального театра им. К. С. Станиславского и Вл. И. Немировича-Данченко.

## Биография
Родилась 2 июля 1981 в Москве. С отличием окончила Московский государственный музыкальный колледж им. Альфреда Шнитке (класс проф. Алевтины Белоусовой и проф. Геннадия Фофанова) и Московскую государственную консерваторию им. Чайковского (класс проф. Веры Кудрявцевой, проф. Клары Кадинской). В 2008 закончила аспирантуру при Московской консерватории (науч. руководители: доц. Варвара Павлинова, проф. Клара Кадинская).
В 2002–2005 принимала участие в спектаклях Оперной студии Московской государственной консерватории.
В 2006 стала солисткой оперной труппы Московского академического музыкального театра им. К.С.Станиславского и Вл.И.Немировича-Данченко.
C труппой Музыкального театра гастролировала в Италии, Китае, Нидерландах, с сольными концертными программами в Болгарии, Латвии, Украине, Греции, Японии, на Кипре. Выступает в театрах России как приглашенная солистка. Регулярно принимает участие в фестивалях камерной музыки.

## Репертуар
•Татьяна («Евгений Онегин» Чайковского)
•Наташа Ростова («Война и мир» Сергея Прокофьева)
•Мими («Богема» Пуччини)
•Леонора («Сила судьбы» Джузеппе Верди)
•Донна Эльвира («Дон Жуан» Моцарта)
•Микаэла («Кармен» Жоржа Бизе)
•Антония («Сказки Гофмана» Оффенбаха)
•Джульетта («Сказки Гофмана» Оффенбаха)
•Стелла («Сказки Гофмана» Оффенбаха)
•Софи («Вертер» Жюля Массне)
•Алкивиад («Сократ» Сати)
•Ганна Главари («Веселая вдова» Легара)
•Дездемона («Отелло» Джузеппе Верди)
•Графиня Розина («Свадьба Фигаро» Моцарта)
•Марцелина («Свадьба Фигаро» Моцарта)
•Леонора («Сын-соперник» Бортнянского)
•Медора («Корсар» Верди)
•Невеста княжича (Опера-кантата «Сказание о граде великом Китеже и тихом озере Светояре» Василенко)
•Горислава («Руслан и Людмила» Глинки)
•Анна Болейн («Анна Болейн» Доницетти)
В репертуаре певицы камерные программы в сотрудничестве с солистом МАМТ Дмитрием Зуевым, пианистами А. Гориболем, А. Кадобновой, П. Коноваловым «Чайковский. Романсы», «Рахманинов. Романсы», «XX век. Романсы», «Эпоха барокко. Романсы», «Песни победителей», «Песни о великой войне и великой победе», Cantare per la vita, «Избранные сцены из оперы «Евгений Онегин» для чтеца и солистов», «Наш XX век», «Диссонанс», «Тайная любовь», «Океан любви: от Парижа до Нью-Йорка», «Содержимое нотной полки Василия Поленова», «Испанский час», «Миниатюры», «За всю мою безудержную нежность…», «Диссонанс», «Певец Скандинавии», «Эхо поэта», «Плачет сердце моё…».
В 2014 программу «Чайковский. Романсы» издали на CD-диске фирма «Мелодия», в 2018 на частном лейбле вышел CD-диск с программой «Рахманинов. Романсы». В 2020 вышла запись «Александр Чайковский: Вокальные циклы» фирма «Мелодия». В 2024 году Наталья приняла участие в записи «Звукового обзора–4».

## Признание и награды
- 2011 — номинация на премию «Золотая маска» в категории «Опера/Лучшая женская роль» за партию Софи в опере «Вертер»
- 2013 — номинация на премию «Золотая маска» в категории «Опера/Лучшая женская роль» за партию Наташи Ростовой в опере «Война и мир»[2].
- 2022 — номинация на премию «Золотая маска» в категории «Опера/Лучшая женская роль» за партию в опере «Свадьба Фигаро»[3].
- 2022 — оперная премия «Онегин» и звание «Примадонна» за партию Настасьи Филипповны в опере «Н.Ф.Б.»[4].
- 2024 — Лауреат Премии города Москвы в области литературы и искусства [5].